# 絲鰭副仙女魚
絲鰭副仙女魚，為輻鰭魚綱仙女魚目合齒魚亞目副仙女魚科的其中一種，分布於西北太平洋九州-帛琉海脊，深度322-375公尺，體長可達12.5公分，背鰭軟條11枚;臀鰭軟條8-10枚，為深海底棲性魚類，棲息在底層水域，生活習性不明。

## 擴展閱讀
維基物種上的相關：絲鰭副仙女魚